# ماريا فرانشيسكا بنتيفوليو
ماريا فرانشيسكا بنتيفوليو (بالإيطالية: Maria Francesca Bentivoglio)‏ مواليد 29 يناير 1977، هي لاعبة كرة مضرب إيطالية سابقة، اعتزلت اللعب في 1994. كما أنها إحدى بطلات الجراند سلام. أعلى تصنيف لها في الفردي كان المركز الـ 73 في سنة 1993.

## روابط خارجية
- ماريا فرانشيسكا بنتيفوليو على موقع رابطة محترفات التنس (الإنجليزية)
- ماريا فرانشيسكا بنتيفوليو على موقع الاتحاد الدولي لكرة المضرب (الإنجليزية)
- ماريا فرانشيسكا بنتيفوليو على موقع كأس بيلي جين كينغ (الإنجليزية)
- ماريا فرانشيسكا بنتيفوليو على موقع خلاصة التنس.كوم (الإنجليزية)